# Rhysipolis temporalis
Rhysipolis temporalis är en stekelart som beskrevs av Sergey A. Belokobylskij 1986. Rhysipolis temporalis ingår i släktet Rhysipolis och familjen bracksteklar. Inga underarter finns listade i Catalogue of Life.